# Bataille d'Agueddin
Conquête de l'Algérie par la France
La bataille d'Agueddin, qui oppose, le 10 décembre 1847 les troupes du Sultan du Maroc Abderrahmane ben Hicham sous le commandement de ses deux fils Moulay-Mohammed (Ou Moulay Ahmed) et Moulay-Sulayman face à l'armée de l'Émir Abd el-Kader, dans le contexte de la conquête de l'Algérie par la France.

## Contexte historique
À la suite du Traité de Tanger (1844), l'émir est déclaré hors la loi dans toute l'étendue de l'Empire du Maroc aussi bien qu'en Algérie. L'émir, voulant éviter une guerre avec le sultan du Maroc, envoie son khalifa le plus fiable; Bou Hamidi à Fès afin de pouvoir négocier. À ce temps-là, la plupart des khalifas de l'émir Abdel-Kader avaient été tués ou capturés. Bou Hamedi arriva au palais du souverain marocain et réclama un accueil selon les rites sacrés de réception. Au nom de l'amitié et de la religion, il évoqua les souvenirs du passé. Moulay Abd-er-Rahman le fait jeter en prison, On dit qu'il a été forcé à boire du poison, il meurt peu de temps après son emprisonnement.
Après une première bataille contre les armées du sultan Marocain en juillet 1847, la smala de l'émir Abdel-Kader se trouve à Agueddin sur la rive gauche de la Moulouya.

## Déroulement des opérations
Le 9 décembre 1847, l'émir entend des rumeurs qu'une armée marocaine avançait vers sa position à grande vitesse. Le 10 décembre Abdel-Kader obtient la confirmation que les deux fils du sultan Abd-er-Rahman étaient à la forteresse de Selouane, à seulement 3 heures de là où se trouvait la smala.
L'armée Marocaine est composée de 50,000 hommes repartis en 3 divisions, séparés de presque 1km les unes des autres. Voyant cette force avancer vers son campement de 5000 personnes, Abdel-Kader savait que sa smala allait être inévitablement capturée s'il n'agissait pas. D'un côté, il ne disposait que d'une force légère, incapable de faire face à de telles nombres, mais un sentiment d'honneur et de vengeance le convint à tenter un effort désespéré.
Le 11 décembre il rassembla ces 1200 fantassins et 800 troupes d'infanterie et leur informa de se préparer à le suivre sur le champ de bataille durant la nuit. Abdel-Kader charge ces soldats de couvrir deux chameaux entièrement avec de l'alfa trempé préalablement dans du goudron. Aussitôt qu'il y met feu, les deux bêtes se précipitent vers le campement marocain, suivies de coups de feu de l'infanterie algérienne. La cavalerie, avec à sa tête Abdel-Kader, charge le camp ennemi. Mais la ruse, ayant été éventée par des déserteurs de la deïra, manqua complètement son effet. Mouley-Ahmed avait abandonné son camp et s'était replié sur celui de son frère.
Pendant ce temps-là, Abdelkader et sa cavalerie poursuivent leur charge et s'apprêtent à rentrer en collision avec la deuxième division de l'armée marocaine. Abdelkader  pousse jusqu'au second camp, où le combat s'engage à outrance. Les pertes sont considérables; mais, écrasé par des forces dix fois supérieures, l'émir est obligé de battre en retraite, et n'échappe que difficilement à la poursuite des Marocains.

## Suites et conséquences
Abdel-Kader se trouve dans une situation désespérée alors que sa smala est en grand danger. Les munitions sont épuisées et celles récupérées des Marocains ne correspondent pas aux calibres de leurs fusils. Malgré le harcèlement incessant de ses ennemis après la traversée de la Moulouya, Abdel-Kader persiste à rester sur les rives jusqu'à ce que sa smala ait une heure d'avance sur lui, sur les plaines de la Triffa. Durant un affrontement sur les rives de la Moulouya, de nombreux hommes perdent la vie ou sont blessés. Parmi eux, le Qaid Mohammed Ibn Yahya, surnommé « El Sheitan » (Le Diable) pour ses exploits et ses nombreuses batailles, trouve la mort.
Après ce premier succès, les Marocains reçoivent des autorités françaises les munitions de guerre dont ils manquaient. C'est dans ce contexte que le duc d'Aumale quitte Alger le 18 décembre pour Djema-Ghazaouat, où l'état de la mer l'empêche de débarquer avant le 23. Pendant ce temps, les Marocains, dont les mouvements avaient été paralysés par le mauvais temps et le manque de munitions, reprennent leurs actions. Abdel-Kader reconnaît alors que son seul salut se trouve hors du territoire marocain. Le 21, la deïra commence à traverser la Moulouya. À cette vue, les marocains se lancent à la poursuite des partisans d'Abdelkader, rendant la destruction complète de la deïra apparemment inévitable. L'émir fait alors un appel suprême au courage de ses meilleurs cavaliers et fantassins réguliers, et, au prix de la moitié de ses hommes, protège le passage de la deïra jusqu'à l'Oued-Kiss, à la frontière française. À partir de ce moment, la capture de la deïra devient inévitable. Abdelkader atteint les Beni-Snassen par le col des Kerbous. Il s'y présente de nuit, mais, accueilli par des tirs de fusil du poste français gardant le passage, et voyant sa deïra en danger, Abdelkader, ayant montré une grande résistance demande à parlementer. Il propose alors de se rendre.